# Цораевы
Цора́евы (осет. Цорæтæ) — осетинская фамилия.

## Происхождение
Основателем рода Цораевых был мужчина по имени Цора. Его правнуки переселились из горного селения Джимара в равнинный Какадур и создали здесь две большие усадьбы. В нижней жили Гыбыл Бжоевич и его сыновья: Дзамболат, Темболат, Темыр, Джеорджи. В верхней — Усылыко и его дети: Газыбе, Агубе, Бесагур, Асламурза, Асланбек и Геор.
Из сыновей Гыбыла наибольшей известностью пользовался Темболат. Он был довольно грамотным человеком, побывал во многих странах, в том числе и в Америке. Будучи старостой села, сделал много добрых дел: добился от властей закрепления за селом пахотных земель, сенокосных угодий, выпасов для скота. Под его руководством шло планирование улиц, строительство дорог, мостов, мельниц.

## Известные носители
- Василий Афанасьевич Цораев (1827–1884) — один из видных деятелей культуры Осетии, первый собиратель осетинского фольклора, переводчик.[2]
- Георгий Савельевич Цораев (1970) — мастер спорта СССР по вольной борьбе, чемпион Спартакиады народов РСФСР 1990 года.
- Давид Таймуразович Цораев (1983) — российский футболист, полузащитник.
- Мылыхо Цымурзаевич Цораев (1910–1977) — депутат Верховного Совета СССР, награждён орденом Трудового Красного Знамени.[3]